# An–30
Az An–30 (cirill betűkkel: Ан–30, NATO-kódja: Clank) szovjet légi fényképező repülőgép, melyet az Berijev-tervezőiroda fejlesztett ki az An–24 utasszállító repülőgép alapjain az 1960-as évek közepén. Polgári és katonai térképészeti célú légi fényképezésre, légi megfigyelésre, felderítésre és meteorológiai tevékenységre alkalmazzák.

## Története
A légifényképező repülőgépet a Berijev tervezőiroda az Antonov tervezőirodával együttműködve fejlesztette ki az 1960-as évek közepén. A Berijev tervezőirodát (OKB–49) 1964. július 6-án bízta meg a Szovjetunió Minisztertanácsa az 565-235 sz. határozatában az An–24 utasszállító repülőgépen alapuló légifényképező repülőgép kifejlesztésével a hasonló szerepkörben használt Li–2FK, Il–14FK és Il–14FKM repülőgépek leváltására. Ebben az időszakban visszaesett az érdeklődés a Berijev tervezőiroda fő profilját jelentő vízi repülőgépek iránt, így az iroda új területeken kezdett fejlesztéseket. Kezdetben két külön változat fejlesztése folyt. Az A jelzésű terv polgári célra, a B jelzésű terv katonai célokra szolgáló gép kifejlesztését célozta. Később ezt a fejlesztési vonalat feladták és egy egységes konstrukciót fejlesztettek, a polgári és a katonai változat csak a fényképezőgépekben és néhány speciális berendezésben különbözött. Az első, még An–24FK jelzést viselő gépet a Berijev tervezőiroda építette meg a taganrogi kísérleti üzemében 1966-ban egy sorozatgyártású An–24A-t alapul véve. Ennek során teljesen új orr részt készítettek, amely a törzs felületéből kidomborodó pilótafülkével jellegzetes külsőt kölcsönzött a gépnek. A kameráknak a törzs padlózatában alakítottak ki helyet. Öt fényképezőgépet építettek be, közülük három a törzs hossztengelye mentén helyezkedik el és lefele néz, két további fényképezőgép pedig kissé oldalra néz. A kamerák nyílásait kinyitható lemezburkolat fedi.
Az An–24FK-val 1967. augusztus 21-én hajtották végre az első felszállást I. E. Davidov parancsnokkal a fedélzeten. Ezután hosszas tesztelési időszak kezdődött, amely párhuzamosan folyt katonai és polgári vonalon. A légi hatósági tesztelése 1970-ben fejeződött be, a polgári légialkalmassági engedélyt a gép 1974-ben kapta meg. Sorozatgyártása 1971-ben kezdődött el a kijevi repülőgépgyárban két változatban, polgári és katonai kivitelben. A sorozatgyártás 1980-as befejezéséig 123 példányt építettek.

## Típusváltozatok

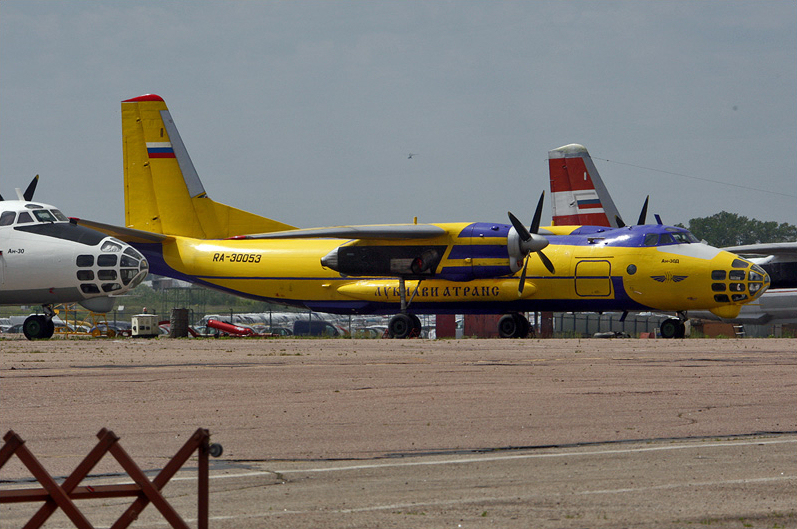
A Lukaivatransz Marina nevű An–30D gépe, melyet olaj- és gázvezetékek ellenőrzésére használnak. A gépet egykor a sarki légiflotta használta. A törzs oldalán megfigyelhető a kiegészítő üzemanyagtartály

### An–30A
Polgári célú változat.

### An–30B
Katonai változat. Elsősorban a beépített fényképezőgépekben és az avionikai berendezésekben különbözik az A verziótól. Ezen túlmenően a gépeket dipolszóró és infracsapda-vető berendezéssel is felszerelték.

### An–30M
Meteorológiai (időjárásfelderítő) repülőgép (M – Metyeozascsita).

### An–30FG

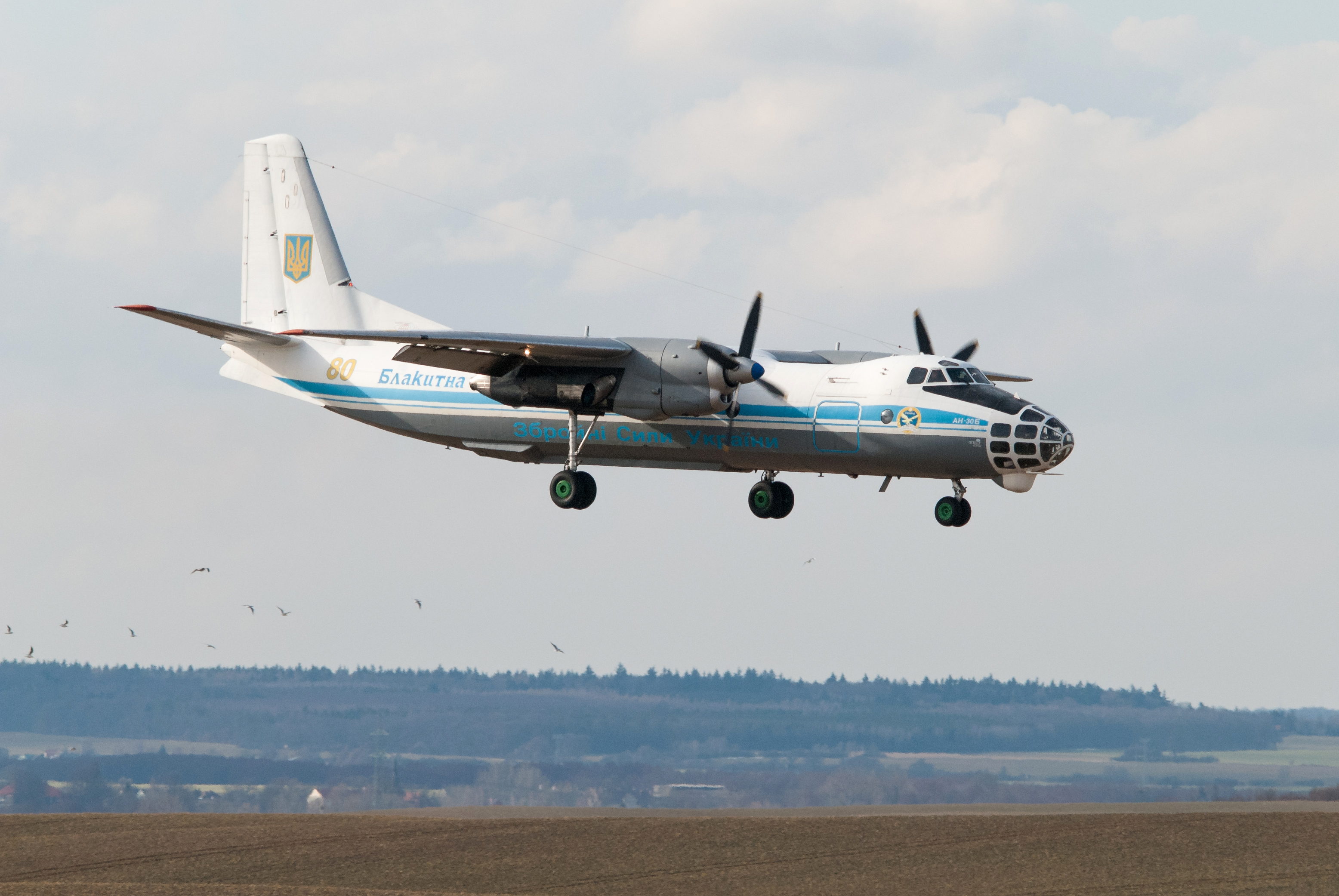
Az Ukrán Légierő An–30 repülőgépe

A Csehszlovák Légierő, majd a Cseh Légierő által használt, eredetileg An–30A verziójú repülőgép. A Balkan Air üzemeltette 1978-tól, majd 1988-ban került a Hemus Air charter légitársasághoz, amely LZ-AEG lajstromjellel üzemeltette. 1990-ben adták el Csehszlovákiának. A gépet modern időjárásradarral szerelték fel. A Cseh Légierő An–30FG típusjelzéssel és 1107-es oldalszámmal használta a Nyitott Égbolt programban. A repülőgép a pardubicei légbázison állomásozott. 2005-ben kivonták és a Kbely repülőmúzeumban tárolták. 2009-ben került jelenlegi helyére, a Plzeň melletti Zruč-Senec repülőmúzeumába, ahol napjainkban is ki van állítva.

### An–30D Szibirjak
Növelt hatótávolságú változat, amely 1990-ben jelent meg. Öt gépet alakítottak át korábbi sorozatgyártású gépekből, melyek a törzs két oldalán áramvonalas burkolat alatt elhelyezett külső kiegészítő üzemanyagtartályokat kaptak. A gépeket az Aeroflot sarkvidéki flottájának piros-fehér festésével látták el. Mind az öt gép a sarkvidéki légiflottát kiszolgáló Mjacskovo repülőtéren állomásozott. A gépek feladata az északi hajózási útvonalak megfigyelése, a hajókonvojok támogatása, jégfelderítés, halrajok felderítése és az északi állatvilág megfigyelése volt. A gépeket Kvitok–2 adatátviteli rendszerrel szerelték fel, amely lehetővé tette, hogy a jéghelyzetről készített felvételeket a hajókra továbbítsák. Emellett az An–30D gépeket tengeri mentéshez szükséges eszközökkel is felszerelték.

### An–30R
Vegyi és sugárfelderítő repülőgép.

## Kiállított példányok
| Típusjelzés | Lajstromjel / Oldalszám | Kiállítási hely               | Fénykép |
| ----------- | ----------------------- | ----------------------------- | ------- |
| An–30       | UR-30005                | Kijevi Állami Repülési Múzeum |         |
| An–30FG     | 1107                    | Zruči Repülőgéppark           |         |